# Ulica Ostrobramska w Warszawie

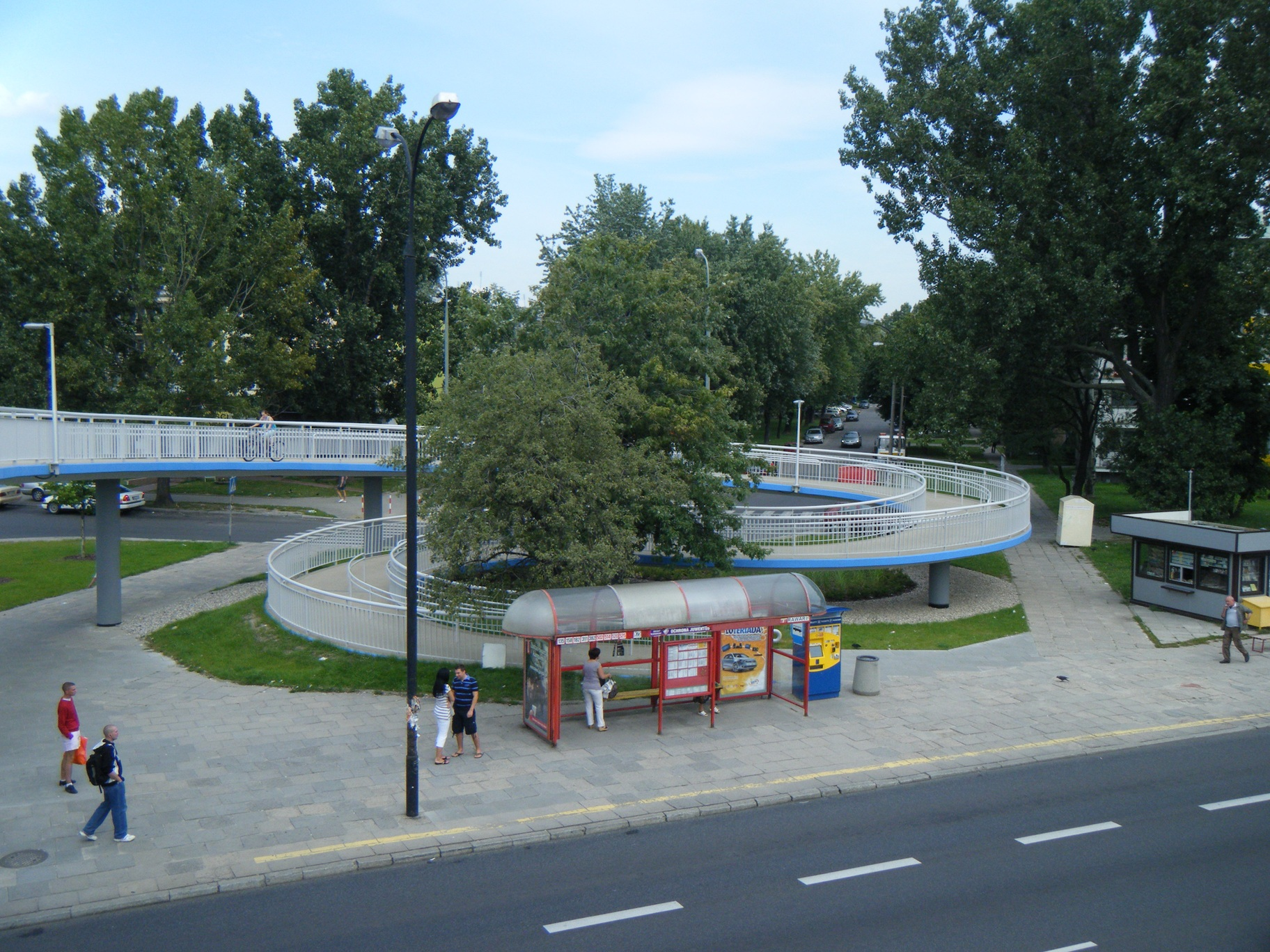
Kładka pieszo-rowerowa przy ul. Ostrobramskiej

Ulica Ostrobramska – ulica w warszawskiej dzielnicy Praga-Południe.

## Przebieg
Ulica jest częścią ciągu Marsa – al. Stanów Zjednoczonych. Na jej wysokości przechodzi w Trasę Łazienkowską – al. Armii Ludowej. Rozpoczyna się na rondzie Ignacego Mościckiego (skrzyżowanie z ul. Grochowską i ul. Płowiecką), i kończy na wysokości ul. Kinowej, przechodząc w aleję Stanów Zjednoczonych. Po drodze krzyżuje się m.in. z ul. gen. A.E. Fieldorfa „Nila” i Międzyborską.
Ulica została utworzona z południowej części ulicy Grenadierów (obecnie odcinek od Grenadierów w kierunku Witolińskiej). Przed wojną droga odpowiadająca jej obecnemu wschodniemu odcinkowi (za zajezdnią autobusową), wtedy poza granicami Warszawy, biegła po nasypie wśród mokradeł, przez wąski mostek nad kanałem. W latach 1971–1974 Ostrobramska została przedłużona na zachodzie i połączona z Trasą Łazienkowską podczas jej budowy. Na planie Warszawy z 1973 roku biegnie od ulicy Grenadierów do Płowieckiej, podczas gdy na planie z 1974 roku jest już dodany fragment od Trasy Łazienkowskiej do Grenadierów.
Według map drogowych wydawanych przed rokiem 2000 ulica była włączana do przebiegu Trasy Łazienkowskiej.
Od lat 70. do reformy sieci drogowej w 1985 roku ulica stanowiła część drogi międzynarodowej E8, następnie do końca 2013 roku stanowiła fragment miejskiego odcinka drogi krajowej nr 2 i trasy europejskiej E30.
Jest kilkujezdniowa. Posiada kategorię drogi powiatowej, o nieustalonym numerze.

## Pochodzenie nazwy
Nazwa związana jest z wileńską Ostrą Bramą, wewnątrz której znajduje się kaplica z obrazem Matki Boskiej Ostrobramskiej. Została nadana w okresie międzywojennym, kiedy to na splantowanym terenie byłego fortu XI carskiej twierdzy Warszawa, znajdującego się na gruntach dawnej wsi Górki Grochowskie, powstawało osiedle willowe (również tak nazywane, podobnie zresztą jak i sam teren). Osiedlali się tam m.in. członkowie oficerskiej spółdzielni mieszkaniowej. Wielu z nich pochodziło z Wileńszczyzny. Otrzymali oni zgodę na nadawanie ulicom na osiedlu wileńskich nazw. Tereny pofortowe jak i budowane na nich osiedle znajdowały się po obydwu stronach ulicy Ostrobramskiej, mniej więcej w miejscu jej przecięcia przez ulicę Łukiską.

## Ważniejsze obiekty
- Zajezdnia autobusowa „Ostrobramska”
- Warszawskie Zakłady Radiowe Rawar
- Centrum Handlowe Promenada
- Jezioro Gocławskie
- Siedziba Telewizji Polsat